# Charles Carroll de Carrollton
Pour les articles homonymes, voir Charles Carroll et Carroll.
Charles Caroll, dit Charles Carroll de Carollton, né le 19 septembre 1737 à Annapolis et mort le 14 novembre 1832 à Baltimore, fut délégué au Congrès continental et plus tard sénateur du Maryland. Il fut le seul catholique signataire de la Déclaration d'indépendance des États-Unis et celui ayant vécu le plus longtemps.

## Biographie
Charles naît le 19 septembre 1737 à Annapolis (Maryland), fils de Charles Carroll d'Annapolis (1702-1781) et Elisabeth Carroll (née Elisabeth Brooke) (1709-1761). Il serait allé à l'école préparatoire des Jésuites à Bohemia (comté de Cecil), ce qui n'est pas confirmé par des documents de l'époque. Il l'a probablement fréquentée avant d'être envoyé en Europe, où il est inscrit au collège de Saint-Omer en France avant d'être diplômé du collège Louis-le-Grand en 1755. Il poursuit ses études en Europe et étudie le droit à Londres avant de retourner à Annapolis en 1765.
Son père lui donne le Manoir Carrollton, d'où lui vient son titre de « Charles Carroll de Carrolton ».

### Signataire de la Déclaration d'indépendance
Charles devient partisan de l'indépendance du Maryland. En 1772, il s'engage dans un débat épistolaire de lettres de presse anonymes où il défend le droit des colonies de définir leurs propres taxes. En tant que catholique, en vertu de l’Act of Uniformity et du Test Act, il lui est interdit de voter, de participer à la politique et de pratiquer le droit.
Il est de notoriété publique que le Premier Amendement de la Constitution, qui garantit la liberté religieuse, a été écrit par ses pairs, reconnaissants envers son soutien financier à la révolution et conscients de l'injustice que représentait la privation de ses droits civiques en raison de sa foi catholique. En outre, en écrivant dans la The Maryland Gazette, sous le pseudonyme « le Premier Citoyen », il devient un porte-parole marquant de la cause catholique, s'opposant au gouverneur, qui a augmenté les émoluments dus aux représentants du pouvoir public et au clergé protestant. Carroll participe également à divers comités de correspondance.
De 1774 à 1776, Carroll devient membre de la Convention d'Annapolis. Avec Benjamin Franklin, Samuel Chase et son cousin John Carroll, il est chargé d'obtenir l'aide du Canada en février 1774 dans la lutte pour l'indépendance. En 1775, il devient membre du Comité de sécurité d'Annapolis. Au début de l'année 1776, alors qu'il n'est pas encore membre du Congrès, celui-ci lui demande de participer à une nouvelle mission au Canada. Lorsque le Maryland prend la décision de soutenir la révolution ouverte, il est élu au Congrès continental le 4 juillet 1776, où il siège jusqu'en 1778. Il arrive trop tard pour voter en faveur de celle-ci mais signe tout de même la Déclaration d'indépendance ; il est le seul signataire de confession catholique. Il devient le 4 juillet 1826 le dernier signataire vivant de ce texte.

### Sénateur
Charles Carroll retourne au Maryland en 1778 afin de participer à l'élaboration d'une constitution et à la formation d'un gouvernement d'État. Il est réélu au Congrès continental, mais il décline. Il est élu au Sénat du Maryland en 1781 où il siège jusqu'en 1800.
À la création du gouvernement des États-Unis, la législature du Maryland l'élit au premier Sénat américain. En 1792, le Maryland vote une loi interdisant de servir simultanément à la législature d'un État et du pays. Préférant le premier, il quitte le Sénat américain le 30 novembre 1792.

### Mort et postérité

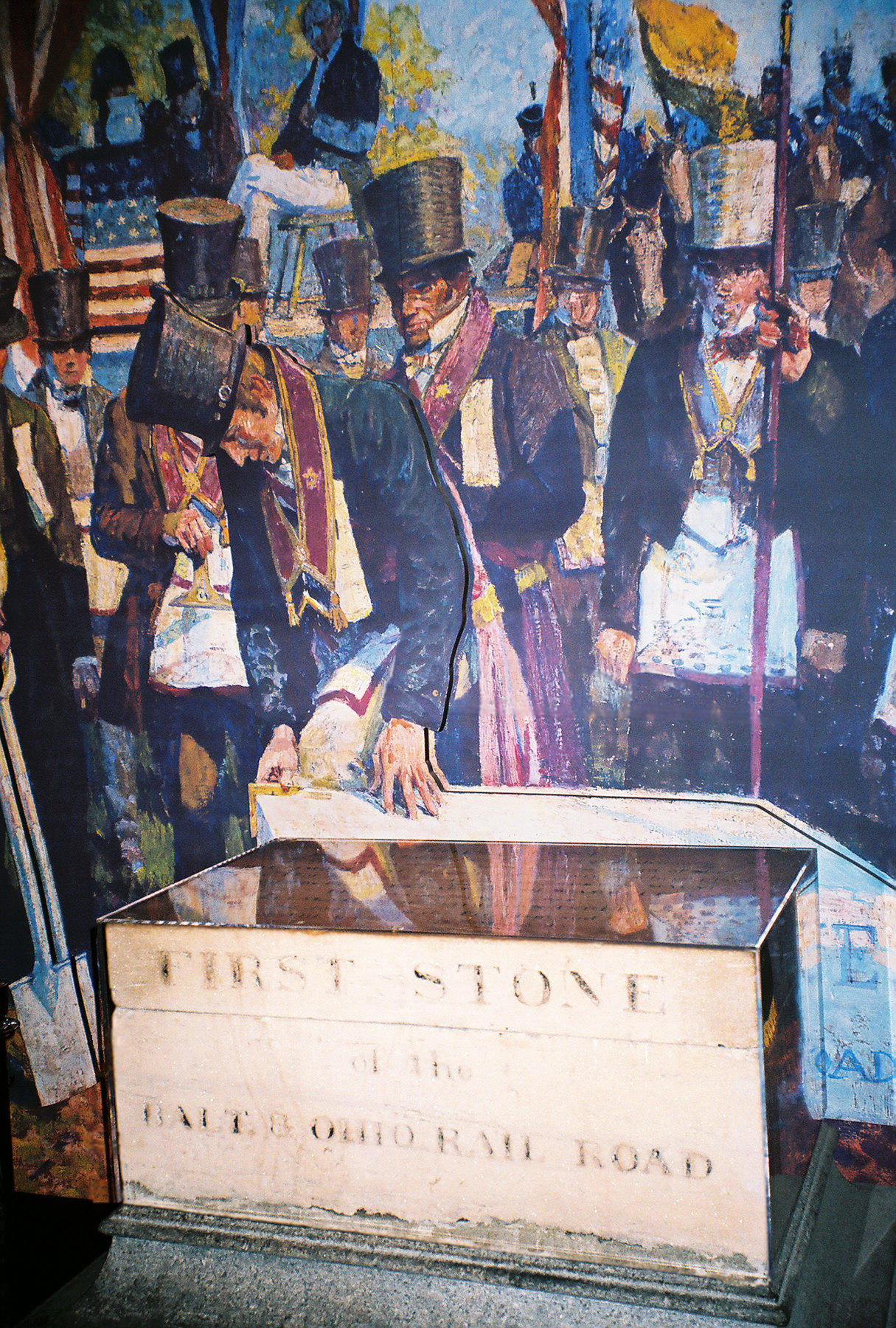
Carrol posant la première pierre du Baltimore and Ohio Railroad le 4 juillet 1828 - B&O Railroad Museum.

Carroll se retire de la vie publique en 1801. Après l'élection de Thomas Jefferson à la présidence des États-Unis, il s'inquiète de la politique du pays et est opposé à la guerre de 1812 contre l'Angleterre. En 1827, il sort de sa retraite pour aider à la création du Baltimore and Ohio Railroad. Sa dernière apparition publique se déroule le 4 juillet 1828, lorsqu'il pose la première pierre (cornerstone) du chemin de fer. En février 1832, Alexis de Tocqueville et Gustave de Beaumont le rencontrent à la fin de leur fameux voyage aux États-Unis. En mai, il est invité à participer à la première convention du Parti démocrate, mais il décline la proposition à cause de son état de santé.
Charles Carroll de Carollton meurt le 14 novembre 1832 à Baltimore à l'âge très honorable pour l'époque de 95 ans. Il est enterré dans la chapelle de son Manoir Doughoregan à Ellicott City (Maryland).
Carroll a financé la constitution de l'actuel domaine de Homewood House, une propriété de 57 hectares au nord de Baltimore, en tant que cadeau de noce à son fils Charles Junior et sa fiancée Harriet Chew. Charles Junior a surveillé la conception et la construction de la maison, qui a commencé en 1801 et qui s'acheva en 1808. Des recherches montrent qu'il y a incorporé des suggestions de sa femme. La construction dura 5 ans et coûta 40 000 dollars, soit quatre fois plus que prévu. Cette maison n'a jamais convenu aux espérances du couple et l'oisiveté et l'alcoolisme de Charles Junior ont conduit à leur séparation.
Homewood a été offert à l'université Johns-Hopkins en 1876 et devient plus tard le campus principal. Aujourd'hui, l'université exploite la Maison Homewood comme musée et son architecture au style fédéral a inspiré celle du reste de l'université.
Sa propriété de Brooklandwood, comté de Baltimore, est inscrite au Registre national des lieux historiques en 1972.
Sa mémoire est évoquée dans la troisième strophe de l'hymne de l'État du Maryland Maryland, My Maryland :
| Thou wilt not cower in the dust, Maryland! Thy beaming sword shall never rust, Maryland! Remember Carroll's sacred trust, Remember Howard's warlike thrust, - And all thy slumberers with the just, Maryland! My Maryland! |  | Tu ne peux ramper dans la poussière, Maryland! Ta brillante épée ne rouillera jamais, Maryland! Souviens-toi de la confiance sacrée de Carroll, Souviens-toi de l'initiative guerrière de Howard,- Et de tous ceux des tiens qui reposent avec les justes, Maryland! Mon Maryland! |

## Monuments et mémoriaux

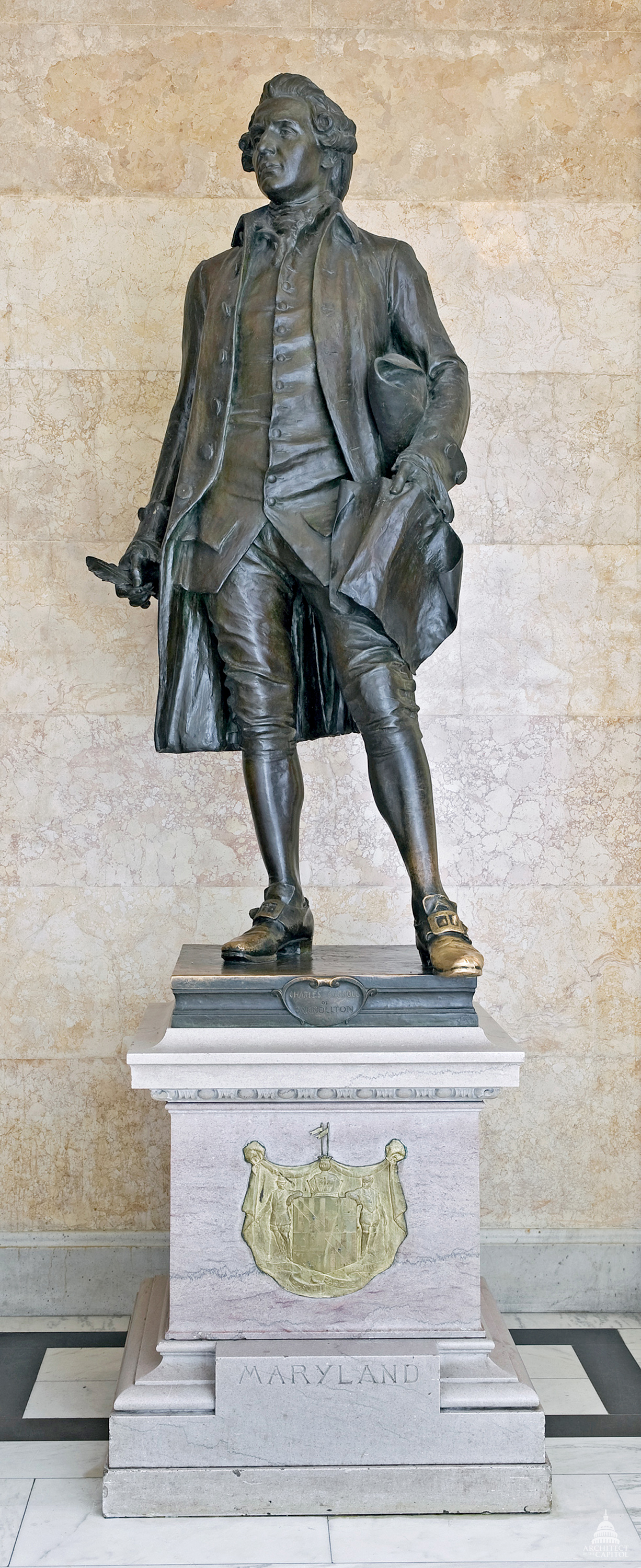
Statue de Bronze du Hall of Columns du Capitole des États-Unis.

Des comtés de Carroll ont été nommés en son honneur en l'Arkansas, Géorgie, Illinois, Indiana, Iowa, Maryland, Mississippi, Missouri, New Hampishire, Ohio et en Virginie, ainsi que la Paroisse Caroll, Est et Ouest, en Louisiane. Le comté de Carroll (Kentucky) et son chef-lieu Carrollton ont également été nommés en son hommage. Aussi nommés en hommage, les jardins Carroll à Brooklyn et de Greater Carrollwood à Tampa (Floride) ; à New Carrollton (Maryland) se trouve la Charles Carroll Middle School. En 1903, l'État du Maryland ajoute une statue de bronze au National Statuary Hall Collection du Capitole des États-Unis. Elle est située dans la Halle des Colonnes (Hall of Columns). En 1906, l'université Notre-Dame construit l'actuelle Résidence Carroll, une résidence universitaire nommée d'après Charles Carroll de Carollton.

## Famille
Les Carroll sont les descendants des chefs Ó Cearbhaill de Éile (seigneur de Éile) du comté de Tipperary. Le grand-père paternel de Charles Carroll de Carrollton, Charles Carroll, aussi connu sous le nom de Charles Caroll le Colon (1661-1720), était un Irlandais originaire de Littemourna, commis au bureau du seigneur de Powis. Autour de l'année 1688, il émigre aux États-Unis à cause de discriminations religieuses, arrive à Saint Mary City, où il établit l'une des familles les plus influentes de la vie politique américaine. Charles le Colon est le fils de Daniel O'Carrol de Litterluna (1629-1688) et un cousin éloigné de Roger (ou Roderick), lui-même fils de Sir Maolroona O'Carroll, seigneur de Ely, chef du clan.
Le fils unique de Charles le Colon, nommé lui aussi Charles Carroll, est né en 1702. Pour se distinguer de son père, il se nomme Charles Carroll d'Annapolis et ne doit pas être confondu avec son fils Charles Carroll de Carrollton, sujet de cet article.
Charles Carroll (de Carrollton), fils unique de Charles Carroll d'Annapolis et de Elizabeth Brooke (1709-1761), se marie avec Mary Darnall (1748-1782), aussi connue sous le nom de Molly, le 5 juin 1768. Ils ont sept enfants, avant la mort de Molly en 1782, mais seuls trois survivront : Mary, Charles Junior et Kitty. Mary se marie avec Richard Caton. Charles Junior (parfois appelé Charles Caroll de Homewood du nom de sa propriété) épouse Harriet Chaw et vit à Philadelphie. Harriet (1775-1861) est la fille de Benjamin Chew, Chief Justice de Pennsylvanie, et sa sœur se marie avec John Eager Howard, qui a siégé au Sénat avec Charles Carroll de Carrollton. Charles Junior était un alcoolique qui consommait régulièrement plus de deux litres de cognac par jour. Son comportement irrégulier entraina sa séparation avec Harriet. Charles et Harriet ont eu six enfants, dont : Charles Carroll V (1801-1862), Elizabeth Henrietta (1802-1842) qui se marie avec le docteur Aaron Tucker, Mary Sophia (1804-1886) et Harriet Juliana (1808-1881).
Une des filles de Mary Carroll épouse l'homme d'État britannique Richard Wellesley, premier marquis de Wellesley, qui était le frère du fameux Arthur Wellesley de Wellington. Elizabeth Patterson-Bonaparte fut la belle-sœur de Mary.
Aujourd'hui, les descendants de Carroll possèdent encore le Manoir Doughoregan (en), la plus grande propriété du comté de Howard (Maryland), avec 4 km2 de terres.

## Signature de Carroll

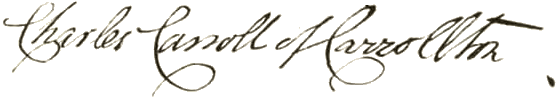
Signature de Carroll.

Dans les années 1940, la chronique « Strange As It Seems » du journaliste John Hix expose un fait intéressant sur la signature de Charles Carroll. Tous les membres du Congrès ayant signé la déclaration d'indépendance des États-Unis se retrouvent en situation d'illégalité, coupables de sédition contre le roi George III. Carroll, en raison de sa richesse, avait plus à perdre que la plupart de ses compagnons. Certains des signataires tels Caesar Rodney ou Button Gwinnett, ayant des noms peu communs, risquaient d'être facilement identifiés par le roi, alors que d'autres, ayant des noms plus banals, pouvaient espérer signer sans se faire arrêter.
Selon Hix, quand fut venu le tour de Carroll de signer la déclaration, il s'est levé, est allé au bureau de John Hancock où reposait le document, a signé « Charles Carroll » puis est retourné s'assoir. À ce moment-là, un autre membre du Congrès, détestant Carroll pour son catholicisme, aurait déclaré qu'il ne risquait rien en signant le document, étant donné que de nombreux hommes devaient s'appeler Charles Carroll dans les colonies. Charles Carroll serait alors immédiatement retourné au bureau, aurait saisi la plume pour rajouter « de Carrollton » à son nom.
Certains affirment cependant que Carroll utilisait déjà le suffixe « de Carrollton » depuis au moins le 15 septembre 1765, à l'occasion d'une lettre écrite à un ami d'Angleterre.

## Carroll dans la fiction
Carrol est interprété par l'acteur Terrence Currier dans le film Benjamin Gates et le Trésor des Templiers. Il est présenté comme le dernier signataire vivant de la Déclaration d'indépendance, ce qui est historiquement vrai. Il est par contre présenté comme un franc-maçon, alors que les historiens de la franc-maçonnerie s'accordent à dire qu'il n'y a aucune preuve qu'il en ait fait partie. Son fils par contre, lui aussi nommé Charles Carroll, est connu pour l'avoir été, ce qui explique sans doute la confusion.